# Tour du Limousin 2001
La 34e édition du Tour du Limousin s'est déroulée du 21 au 24 août 2001, et a vu s'imposer le Français Franck Bouyer.
À noter la performance des amateurs de l'équipe de France : Franck Laurance vainqueur de la troisième étape, et Stéphane Auroux troisième de cette même étape, tous deux emmenés au sprint par leur équipier Guillaume Lejeune.

## Classements des étapes
| Étape     | Date    | Villes étapes                    | Vainqueur d'étape | Équipe        | Leader du classement général | Équipe  |
| 1re étape | 21 août | Limoges - Saint-Yrieix-la-Perche | Franck Bouyer     | Bonjour       | Franck Bouyer                | Bonjour |
| 2e étape  | 22 août | Saint-Just-le-Martel - Ussel     | David Moncoutié   | Cofidis       | Franck Bouyer                | Bonjour |
| 3e étape  | 23 août | Ussel - La Souterraine           | Franck Laurance   | Amateur       | Franck Bouyer                | Bonjour |
| 4e étape  | 24 août | La Souterraine - Limoges         | Gilles Bouvard    | Jean Delatour | Franck Bouyer                | Bonjour |

## Classement final
| 1.  | Franck Bouyer   | Bonjour          |
| 2.  | Patrick Jonker  | Big Mat-Auber 93 |
| 3.  | David Moncoutié | Cofidis          |
| 4.  | Florent Brard   | Festina          |
| 5.  | Chris Wherry    | Mercury          |
| 6.  | Gilles Bouvard  | Jean Delatour    |
| 7.  | Nico Mattan     | Cofidis          |
| 8.  | Patrice Halgand | Jean Delatour    |
| 9.  | Bobby Julich    | Crédit agricole  |
| 10. | Artur Babaitsev | Nurnberger       |